# Estadio Defensores del Chaco
Estadio Defensores del Chaco je višenamjenski stadion u glavnom paragvajskom gradu Asunciónu. Trenutačno se koristi uglavnom za nogometne utakmice. Stadion je nekada imao kapacitet od preko 50.000 mjesta, ali je tijekom godina stadion više puta renoviran te kapacitet danas iznosi 42.354 mjesta.

## Povijest
Stadion je otvoren 1917. godine i njegov prvi naziv bio je Estadio de Puerto Sajonia jer je smješten u dijelu Asuncióna koji se naziva Sajonia. Nakon što je Urugvaj osvojio zlatnu olimpijsku medalju u nogometu 1924. paragvajski je nogometni savez odlučio preimenovati stadion u Urugvaj u čast južnoameričkom narodu. Kasnije je vraćeno staro ime Estadio de Puerto Sajonia.
Tijekom rata za Chaco, stadion je bio korišten kao skladište streljiva i u druge vojne svrhe. Nakon rata, stadion je dobio današnje ime Estadio Defensores del Chaco (hrv. Stadion branitelja Chaca) u čast vojnicima koji su sudjelovali u ratu između Paragvaja i Bolivije. Tri puta je renoviran (1939., 1996. i 2007.). [2]
Stadion nije u vlasništvu niti jednog športskog kluba (to je nacionalni stadion) i koristi se prvenstveno za domaće utakmice paragvajske nogometne reprezentacije i međunarodne nogometne klupske turnire kao što su Copa Libertadores i Copa Sudamericana. Na ovom stadionu su 1999. godine igrane utakmice Copa Americe, uključujući i finale u kojem je Brazil pobijedio Urugvaj.

## Vanjske poveznice
- Službene stranice Paragvajskog nogometnog saveza